# Martice
Martice (německy Maroditz) jsou zaniklá vesnice a součást města Bochov v okrese Karlovy Vary v Karlovarském kraji. Ležela v Tepelské vrchovině asi půl kilometru jihozápadně od Polomi v nadmořské výšce okolo 600 metrů. Ves byla postupně vysídlena a zcela zanikla v sedmdesátých letech dvacátého století.

## Název
Jméno vesnice je odvozeno z osobního jména Marta ve významu ves lidí, kteří náleželi Martě. V historických pramenech se název objevuje ve tvarech in villa Marticzich (1383), de Marticz (1390), z Martnic (1480), z Martic (1513), Marticze (1592), Maratitz (1630), Meroditz (1785), Maroditz (1847) a úředně Martič nebo Maroditz (1854).Na mapě stabilního katastru z první poloviny 19. století jsou Martice označeny jako Marotitz.

## Historie

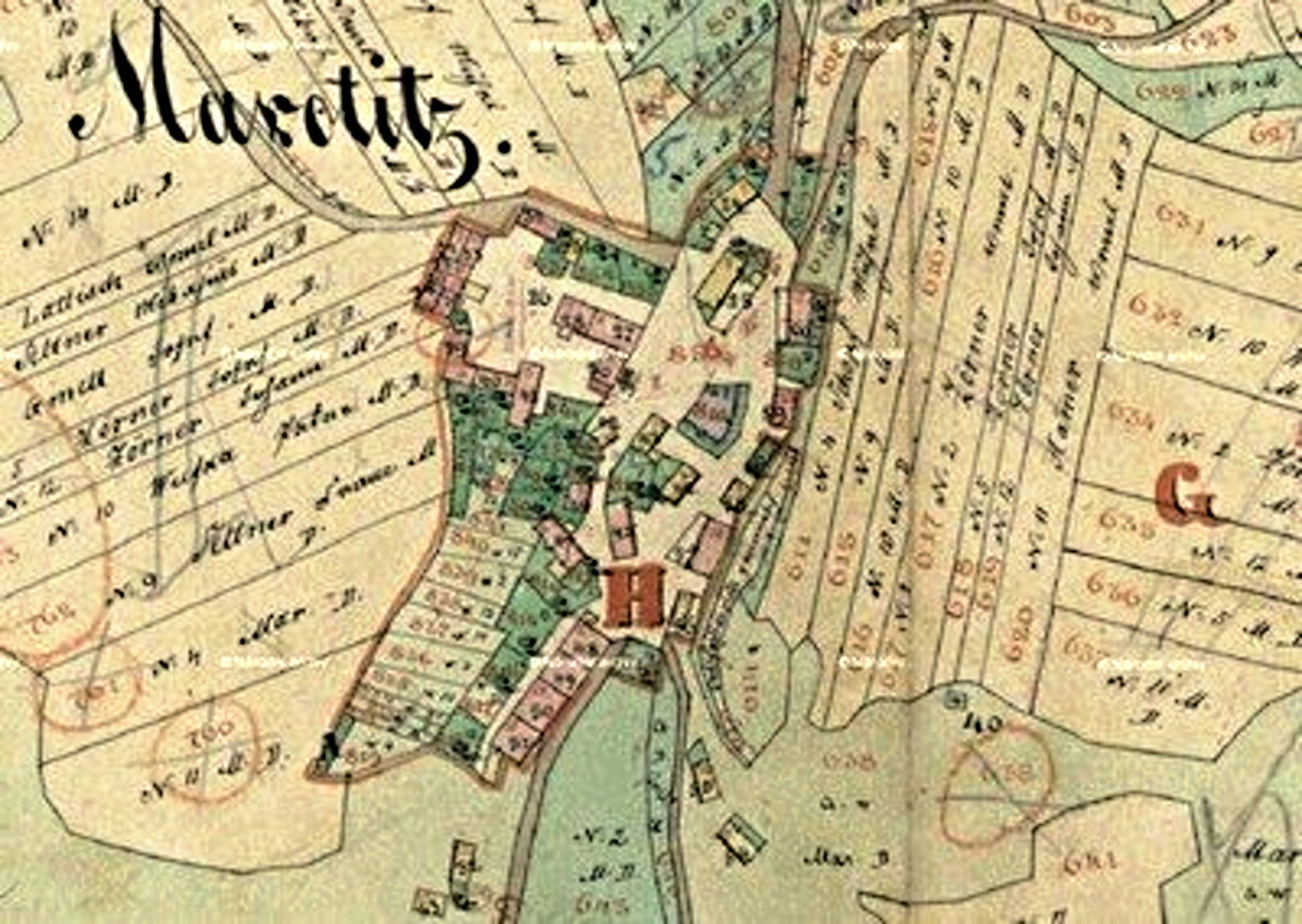
Ves Martice (Marotitz) na tzv. císařském otisku katastrálmí mapy z roku 1841

První písemná zmínka o vesnici z roku 1383 zmiňuje úmrtí jakéhosi Hrocha. Další známí majitelé byli Jarek a Ctibor, jejichž potomci zde žili až do šestnáctého století, kdy roku 1540 Jiří Zikmund Martický prodal vesnici Markétě Lobkovské z Plavna, která ji připojila k panství sousední Polomi. Ze stejného roku pochází první zmínka o tvrzi.
Celé panství koupili o pět let později Štensdorfové, kteří Martice roku 1591 připojili k Miroticím. Hned rok poté jsou Martice uváděny jako pustá vesnice a spolu s tvrzí spojeny s Ratiboří. Vesnice však byla brzy obnovena a roku 1615 připojena k Údrči. Na počátku třicetileté války údrčské panství patřilo Janu Libštejnskému z Kolovrat, kterému však bylo za účast na stavovském povstání zkonfiskováno. 
Roku 1623 Martice koupil sekretář královské koruny Severýn Thal z Horštejna, který o vesnici přišel za účast na saském vpádu v roce 1631. Panství potom získal Albrecht z Valdštejna a v roce 1635 nejvyšší hofmistr hrabě Leonard Helfried z Meggau.
Tvrz pravděpodobně stála ve východní části panského dvora na terénní hraně v severozápadní části vesnice (v místech zvaných Am Hof). Poslední zmínka o ní je z roku 1630. Samotný dvůr byl roku 1791 rozparcelován a pronajímán. Roku 1860 vyhořel a nové usedlosti byly postaveny odděleně. Je možné, že se budova tvrze dochovala alespoň v podobě základů zdiva.
Po roce 1945 byla vesnice postupně vysídlena a mezi roky 1970 a 1980 zcela zanikla. Z vesnické zástavby se dochovaly pouze dvě poničené stodoly.

## Obyvatelstvo
Při sčítání lidu v roce 1921 zde žilo 95 obyvatel (z toho 48 mužů) německé národnosti a římskokatolického vyznání. Podle sčítání lidu z roku 1930 měla vesnice 93 obyvatel s nezměněnou národnostní a náboženskou strukturou .
|           | 1869 | 1880 | 1890 | 1900 | 1910 | 1921 | 1930 | 1950 |
| --------- | ---- | ---- | ---- | ---- | ---- | ---- | ---- | ---- |
| Obyvatelé | 136  | 114  | 112  | 97   | 102  | 95   | 93   | 36   |
| Domy      | 23   | 24   | 24   | 24   | 23   | 22   | 20   | 8    |

## Obecní správa
Při sčítání lidu v letech 1850–1949 Martice byly osadou obce Polom v okrese Žlutice. V letech 1950–1973 byly osadou obce Údrč, se kterým patřily nejprve do okresu Toužim, ale od roku 1960 v okrese Karlovy Vary. Evidenční část obce byla zrušena 1. ledna 1974.

## Pamětihodnosti
- Kaple sv. Floriána. Původní kaple byla zobrazena již na mapě stabilního katastru z roku 1841. Po požáru vesnice v roce 1860  byla tato kaple zničena a nový svatostánek byl posléze vybudován na jiném místě. Na přelonu 20. a 21. století zůstaly z kaple jen zbytky zdí a část zastřešení zvoničky.[8]